# Georges de Morsier
Pour les articles homonymes, voir Morsier.
Georges Gustave Louis de Morsier, né le 25 février 1894 à Paris 16e et mort le 9 janvier 1982 à Genève est un neurologue et psychiatre suisse, ayant effectué l'essentiel de sa carrière à Genève.

## Biographie
Il est le fils d'Auguste de Morsier (1864-1923) et de Blanche Claparède (1865-1929), une sœur aînée d'Édouard Claparède (1873-1940). Il passe son enfance à Paris et fait ses études à Genève où il obtient un diplôme de sciences naturelles en 1923. Il étudie également la médecine et obtient son diplôme fédéral en 1920 et son doctorat en 1922 avec une thèse consacrée aux«  trémulations fibrillaires et la contracture rigide du cœur ». De Morsier complète sa formation et commence sa carrière médicale à Paris où il est assistant de Gaétan de Clérambault (1872-1934), un éminent psychiatre dont l'influence le marquera durablement. En 1928 il inaugure sa carrière académique à l'université de Genève en obtenant son habilitation de  Privat-docent de neurologie. À partir de 1933 c'est lui qui assurera l'enseignement de cette spécialité, après 4 années de désaffection. En 1941, il est nommé  professeur extraordinaire.
Ce n'est qu'en 1953 qu'est créé à l'hôpital cantonal de Genève un service de neurologie séparé de la clinique de médecine interne. En 1960, de Morsier est nommé  professeur ordinaire et en 1961 directeur de la clinique universitaire de neurologie. Il prend sa retraite en 1964.
Georges de Morsier a consacré de nombreux travaux à tous les domaines de la neurologie, avec une prédilection particulière pour les malformations du névraxe. Dans le domaine de la neuropsychologie, il collabore avec son oncle Édouard Claparède et fonde avec lui le laboratoire de psychologie clinique.
Selon Thédore Ott qui rédigea sa notice nécrologique, « G. de Morsier fut pendant un quart de siècle, la personnalité dominante la plus active et la plus brillante, mais aussi la plus contestée de la Neurologie suisse… ».

## Éponymie
Georges de Morsier a laissé son nom à plusieurs syndromes neurologiques :
- Syndrome de Morsier ou dysplasie septo-optique ;
- Syndrome de Kallmann-de Morsier ou dysplasie olfacto-génitale : ce syndrome comporte un trouble des fonctions hypothalamiques et une diminution de l'activité gonadotrope hypophysaire et se définit par l'association d'un hypogonadisme, d'une cryptorchidie et d'une anosmie.